# Вальзан, Мишель
Мише́ль Вальза́н (Michel Vâlsan, 1907—1974, Париж) — французский исследователь исламского эзотеризма, суфий, переводчик на французский язык и интерпретатор произведений Ибн Араби. Последователь основоположника интегрального традиционализма Рене Генона.

## Биография
Некоторое время являлся румынским дипломатом. Так же, как Рене Генон, принял ислам и стал членом суфийского тариката Шазилийя под именем Шейх Мустафа Абд-аль-Азиз. Публиковал свои работы в журнале Études traditionnelles («Традиционные исследования»).
Рассматривал исламскую форму традиции как одну из манифестаций единой традиционной доктрины «Высшего Тождества». Упоминал о концепции «пророческого цикла», в котором представителями первозданного «света Мухаммеда» являются Иса (Иисус) и, в качестве завершения, сам Мухаммед в телесном воплощении.